# Al-Bajda
Al-Bajda (arabul: البيضاء – el-Bajdá, Al-Bajdában, olaszul: Beda Littoria) Líbia negyedik legnépesebb városa, Kireneika régió központja. Elővárosaival együtt közigazgatási körzetet is alkot Dzsabal el-Ahdar néven. 
A királyság időszakában Tripoli mellett egyfajta társfőváros volt, feltehetően azért, mert Idrisz líbiai király a közeli el-Bajdá városában székelt. A körzet népessége a 2010-es népszámlálás szerint 250 000 fő volt.
2011 februárjában tömegdemonstrációk voltak a városban Moammer Kadhafi ellen. Február 18-án a várost elfoglalták a líbiai ellenzéki csoportok, így már nincs a Kadhafi-kormányzat ellenőrzése alatt.

## Közlekedés
Az Al Abraq nemzetközi repülőtér nemzetközi és belföldi járatokat is fogad, a várostól 16 km-re keletre található.
A városban taxival lehet közlekedni.

## Fordítás
- Ez a szócikk részben vagy egészben a Bayda, Libya című angol Wikipédia-szócikk ezen változatának fordításán alapul.  Az eredeti cikk szerkesztőit annak laptörténete sorolja fel. Ez a jelzés csupán a megfogalmazás eredetét és a szerzői jogokat jelzi, nem szolgál a cikkben szereplő információk forrásmegjelöléseként.